# Zaziatou
Zaziatou (auch: Zariatou, Zazatou) ist ein Dorf in der Landgemeinde Douméga in Niger.

## Geographie
Das von einem traditionellen Ortsvorsteher (chef traditionnel) geleitete Dorf liegt am Rand des Trockentals Dallol Maouri. Es befindet sich rund sechs Kilometer nördlich des Hauptorts Douméga der gleichnamigen Landgemeinde, die zum Departement Tibiri in der Region Dosso gehört. Zu den Siedlungen in der näheren Umgebung von Zaziatou zählen Koré Béchimi im Osten, Angoual Toudou im Süden, Zoumbou im Südwesten und Fadama im Westen.
Zaziatou ist Teil der Übergangszone zwischen Sahel und Sudan. Die durchschnittliche jährliche Niederschlagsmenge beträgt hier zwischen 500 und 600 mm.

## Geschichte
In einem Abkommen vom 12. Juli 1988 verständigten sich die Nachbarstaaten Niger und Mali darauf, dass Vieh aus Mali über sieben festgelegte Routen durch nigrisches Staatsgebiet getrieben werden durfte. Davon endeten zwei in Zaziatou, von denen eine über Mangaïzé und eine über Téra führte.

## Bevölkerung
Bei der Volkszählung 2012 hatte Zaziatou 1599 Einwohner, die in 199 Haushalten lebten. Bei der Volkszählung 2001 betrug die Einwohnerzahl 1395 in 177 Haushalten und bei der Volkszählung 1988 belief sich die Einwohnerzahl auf 1046 in 134 Haushalten.

## Wirtschaft und Infrastruktur
Zaziatou ist wie das Nachbardorf Zoumbou einer der wenigen Orte in der Gemeinde Douméga, in denen in nennenswertem Umfang Gemüse angebaut wird, vor allem Zuckerrohr, Salat, Zwiebeln, Wassermelonen, Kohl, Tomaten und Kartoffeln. Es gibt eine Schule im Dorf.

## Persönlichkeiten
- Pierre Foulani (1939–2020), Physiker